# Oružane snage SFRJ
Oružane snage SFRJ (kratica OS SFRJ) bila su jedinstvena oružana sila SFRJ u sustavu općenarodne obrane čiji je osnovni zadatak bio štititi nezavisnost, suverenitet, cjelokuponost teritorija te zaštita ustavnog poretka. Bile su nositelj oružane borbe. Činile su ih dvije komponente:
- Jugoslavenska narodna armija (JNA) - operativni dio
- Teritorijalna obrana (TO) - kontrola teritorija, strategijska pričuva u operativnom djelu na izabranim smjerovima.